# 神路信号場
神路信号場（かみじしんごうじょう）は、北海道中川郡中川町字神路にあった日本国有鉄道宗谷本線の信号場である。事務管理コードは▲121832。

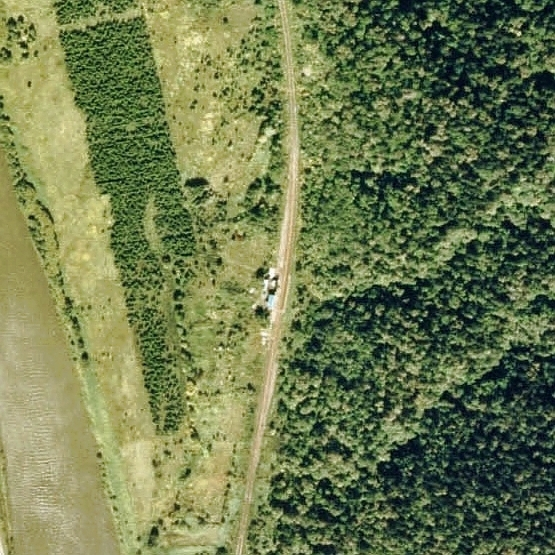
1977年の神路信号場の状況。周囲約500 ｍ範囲。上が稚内方面。

## 歴史
北海道大学（以下、北大）演習林（現：北大中川研究林）の強い要望もあって木材搬出のために、当初は一般駅として設置された。
所在した神路地区は、鉄道開通後もなお開拓農家のほか鉄道職員が住むのみの集落であったが、1963年（昭和38年）12月に、駅側の集落と対岸の国道40号を結ぶ神路大橋が落橋したことを動機に住民全員が撤退をはじめ、1967年（昭和42年）に最後の農家が撤退、鉄道官舎も消滅し、1973年（昭和48年）に国鉄北海道総局が発行した『北海道 駅名の起源』で「駅周辺には人家が一軒もないところ」と紹介される状況にあった。
こうした状況から当駅も1977年（昭和52年）5月25日に宗谷本線営業体制近代化実施に合わせて、正規の駅から信号場となり、便宜的に仮乗降場として1日1往復のみ客扱いを実施した。そして1985年（昭和60年）3月14日に廃止された。

### 年表
- 1922年（大正11年）11月8日：鉄道省の神路駅として開業[5][6][2][7]。一般駅。
- 1949年（昭和24年）6月1日：公共企業体である日本国有鉄道に移管。
- 1953年（昭和28年）度：前年度まで無電燈駅であったが、同年度に電燈駅化[8]。
- 1974年（昭和49年）10月1日：貨物取り扱いを廃止[9]。
- 1977年（昭和52年）5月25日：宗谷本線営業体制近代化の一環で正規の駅としての取り扱いを終了し、神路信号場となる[6][4]。旅客扱いについては仮乗降場扱いで継続[9][7]。
- 1985年（昭和60年）3月14日：廃止[9][7]。
- 2005年（平成17年）5月頃：残存していた駅本屋を老朽化のため撤去[7]。

### 駅名の由来
当駅対岸の連山の最も高い山（現在の神居山、カムイル山とも）はアイヌ語で、「カムイルエサニ（kamuy-ru-e-san-i）」（カムイ〔神〕の・坂路が・そこから・浜〔=川端〕に出る・所）と呼ばれていた。
ここでいう「カムイ」は「キムンカムイ〔kim-un-kamuy〕」（山・いる・カムイ、＝熊）や、落石などが多い通行の難所で人間に危害を与えるカムイであることが多いが、ここのアイヌの伝承には、天塩川を通行する丸木舟に岩を投げつけるカムイがいる、という話がある。
「神路」の名称はこれを和訳したものである。

## 構造
相対式2面2線を持つ地上駅であった。現在の本線は当時の2番線に沿っている。

## 利用状況
乗車人員の推移は以下の通り。1日乗降人員については元データを期間日数で割って算出した参考値を括弧書きで示す。
| 年度                   | 乗車人員（人） | 乗車人員（人） | 出典   | 備考                        |
| 年度                   | 年間           | 1日平均        | 出典   | 備考                        |
| ---------------------- | -------------- | -------------- | ------ | --------------------------- |
| 1922年度（大正11年度） | 589            | (10.9)         | [ 15 ] | 開通初年度。11月8日から営業 |
| 1923年度（大正12年度） | 3,575          | (9.8)          | [ 15 ] |                             |
| 1924年度（大正13年度） | 4,155          | (11.4)         | [ 15 ] |                             |
| 1925年度（大正14年度） | 4,023          | (11.0)         | [ 15 ] |                             |
| 1926年度（大正15年度） | 3,413          | (9.4)          | [ 15 ] |                             |
| 1965年度（昭和40年度） | 2,666          | (7.3)          | [ 16 ] | 同年住民が全戸撤退を決定    |
| 1966年度（昭和41年度） | 2,110          | (5.8)          | [ 16 ] |                             |
| 1967年度（昭和42年度） | 558            | (1.5)          | [ 16 ] | 同年最後の農家が撤退        |
| 1968年度（昭和43年度） | 492            | (1.3)          | [ 16 ] |                             |
| 1969年度（昭和44年度） | 306            | (0.8)          | [ 16 ] |                             |
| 1970年度（昭和45年度） | 328            | (0.9)          | [ 16 ] |                             |

## 周辺
前述の神路大橋落橋後も対岸に渡る橋は架橋されなかったため、駅跡地への到達は非常に困難となっている。
- 天塩川
- 神居山
- 北海道大学北方生物圏フィールド科学センター森林圏ステーション中川研究林
- 神路大橋橋桁・橋台跡地
- 中川町立神路小学校跡地
- 日本通運稚内支店神路派出所跡地

## 隣の駅
日本国有鉄道
宗谷本線
筬島駅 - 神路信号場 - 佐久駅